# Doctor Strange v mnohovesmíru šílenství
Doctor Strange v mnohovesmíru šílenství (v anglickém originále Doctor Strange in the Multiverse of Madness) je americký akční film z roku 2022 režiséra Sama Raimiho, natočený na motivy komiksů z vydavatelství Marvel Comics o superhrdinovi Doctoru Strangeovi. V titulní roli se představil Benedict Cumberbatch, jenž tuto postavu ztvárnil i v předchozích snímcích, v dalších rolích se objevili Elizabeth Olsen, Benedict Wong a Chiwetel Ejiofor. Jedná se o 28. snímek filmové série Marvel Cinematic Universe.
Natáčení snímku bylo zahájeno v listopadu 2020. Datum vydání filmu bylo původně oznámeno na 7. květen 2021, vzhledem ke zpoždění natáčení kvůli pandemii covidu-19 ale byla premiéra snímku několikrát posunuta. Do amerických kin byl uveden 6. května 2022.

## Obsazení
- Benedict Cumberbatch jako Dr. Stephen Strange / Doctor Strange
- Elizabeth Olsen jako Wanda Maximovová / Scarlet Witch
- Benedict Wong jako Wong[11]
- Rachel McAdamsová jako Christine Palmer[12]
- Chiwetel Ejiofor jako Karl Mordo
- Xochitl Gomez jako America Chavez[13]
- Michael Stuhlbarg jako doktor Nicodemus West[14]
- Julian Hilliard jako Billy Maximoff[14]
- Jett Klyne jako Tommy Maximoff[14]
- Patrick Stewart jako Charles Xavier / Profesor X[14]
- Hayley Atwellová jako Peggy Carterová / Captain Carter[14]
- John Krasinski jako Reed Richards / Mr. Fantastic[14]
- Lashana Lynch jako Maria Rambeauová / Captain Marvel[14]
- Anson Mount jako Blackagar Boltagon / Black Bolt[14]